# Sara Kåse
Eva Sara Birgitta Kåse, född 11 november 1989 i Göteborg, är en svensk skådespelare. Kåse gjorde rollen som Connys dotter Gaia i nio avsnitt av TV-serien Hem till byn 2002–2006.

## Filmografi
- 2002–2006 – Hem till byn (TV-serie)